# Dryopteris complanata
Dryopteris complanata är en träjonväxtart som beskrevs av Fraser-jenk. Dryopteris complanata ingår i släktet Dryopteris och familjen Dryopteridaceae. Inga underarter finns listade.